# Third Eye Blind
Third Eye Blind – grupa muzyczna pochodząca z San Francisco, USA.

## Członkowie
- Tony Fredianelli: gitara, wokal
- Stephan Jenkins: wokal, gitara
- Arion Salazar: gitara basowa, wokal
- Brad Hargreaves: perkusja
- Kryz Reid: gitara

## Dyskografia
- 1997: Third Eye Blind
- 1999: Blue
- 2003: Out of the Vein
- 2006: A Collection
- 2018: Thanks for Everything